# 세종텔레콤
1992년 6월 설립된 세종텔레콤 주식회사(영문명: SEJONG Telecom, Inc.)는 세종그룹 계열 전기·통신·소방 설비 시공 및 토목공사 전문 기업이다. 2000년 코스닥에 상장되었으며, 전력 인프라 구축 및 전기설비 시공을 핵심 사업으로 영위한다.
2019년 6월 ㈜조일이씨에스를 합병한 이후 지속적인 기술력 확보와 공사 실적 축적을 통해 전기공사업의 전문성을 강화해왔으며, 특히 송전, 철도, 항공 등화와 같은 특수 전기공사 분야에서 차별화된 경쟁력을 보유하고 있다.
전기공사업은 도로, 철도, 산업단지, 발전소 등 국가 기간산업 시설 및 건축물의 전력 공급을 위한 송배전 인프라 구축을 중심으로 하며, 옥내외 배전 및 조명 공사, 대형 건설 프로젝트의 전기설비 등 다양한 영역에서 사업을 수행하고 있다.

## 주요 사업
1.  전력/플랜트
- 복합화력, 태양광, 풍력발전, 발/변전소 및 송/배전설비 설치 등의 시공 경험을 바탕으로 안정된 전력설비를 공급
- 동력 및 계장 제어를 포함한 핵심 장치의 설치와 시운전, 유지보수를 수행

2. 공공인프라
- 고속철도, 지하철, 경전철 등 다양한 철도 분야에서 전기공사를 수행
- 항공등화 시설을 비롯한 공항시설 시공 및 유지보수

3. 하이테크
- 반도체 제조 공장을 비롯, 디스플레이, 철강, 자동차 등 다양한 분야의 산업단지/공장 전기공사

4. 다목적시설
- 초고층 빌딩 포함 호텔/리조트, 병원, 복합쇼핑몰, 학교/연구시설, 경기장/문화시설 등 다양한 분야의 전기공사

5. 주거시설
- 아파트, 주상복합, 오피스텔 등의 전기실 전기공사, 전력 간선설비, 주차 관제설비, CCTV/CATV 설비, 조명 설비 등 시공

6. 해외공사
- 아프리카(적도기니), 중동(이라크), 동북아시아(몽골) 등 개발도상국의 국제공항 및 도심 건설, 공공 인프라 확충

## 역사
- 1992년 : 법인설립
- 1997년 : 전국광통신망 개통, 국제전화 008 서비스 개시
- 2000년 : 코스닥 시장 상장
- 2001년 : C2C 해저 케이블 개통, 부산 육양국 준공
- 2002년 : 강남/역삼 데이터센터(IDC) 오픈
- 2007년 : 세종텔레콤, 세종그룹사 편입
- 2008년 : 분당/동천 데이터센터(IDC) 오픈
- 2011년 : 온세텔레콤, 세종그룹사 편입
- 2012년 : 알뜰폰(MVNO) '스노우맨' 서비스 개시
- 2015년 : 세종텔레콤으로 사명 변경, 세종그룹 통신사업 통합
- 2016년 : AWS 공식 파트너 체결, Direct Connect 전용회선 서비스 개시
- 2017년 
  - MS AZURE 공식 파트너십 체결, Express Route 전용회선 서비스 개시
  - 홍콩&일본 IX POP 오픈
  - 네트워크 보안기업 '트루컷시큐리티' 투자 및 사업 진출
- 2018년
  - 블록체인 사업 시작
  - 'SEJONG CCTV' 영상 보안사업 진출
  - 전기건설기업 '조일 ECS' 세종그룹사 편입
- 2019년
  - 블록체인 메인넷 '블루브릭(BlueBrick)' 공개
  - '조일 ECS' 전기사업본부로 흡수합병
  - 중고폰&IT 디바이스 유통기업 '큐비즈' 세종그룹사 편입
  - 비디오커머스 뷰티플랫폼 '와라뷰(wallaVU)' 오픈
  - 블록체인 기반의 스마트 학사정보 관리 플랫폼('SER') NIPA 기술검증 완료
- 2020년
  - 중기부 주관 부산 블록체인 규제자유 특구 '부동산 집합투자 및 수익배분 서비스(STO)'&'의료마이데이터' 2개 사업 선정
- 2021년
  - 커머스 사업부문 '콘텐츠캐리어'로 분리, (주)콘텐츠캐리어로 자회사 편입
  - 방송&T커머스 솔루션 개발기업 (주)에어코드 세종그룹사 편입
  - GCP공식 파트너 체결, Cloud Interconnect 전용회선 서비스 개시
  - 아시아 디지털인프라기업 'DigitalEdge'와 전략적 협업 & 역삼/부산 데이터센터 양수양도
- 2022년
  - AI 음성 융합 플랫폼 출시(AI대리운전 콜센터, LBS 모빌리티 등)
  - 과기부&KISA 주관 블록체인/NFT 기반의 게이미피케이션 학습 콘텐츠 유통 플랫폼 '라포라포' 구축
  - NIPA주관 블록체인 기반 클라우드 PACS 구축&의료영상데이터 발행 기술검증 완료
- 2023년
  - 과기부 &NIA 주관 5G 특화망 융합서비스 - 공공안전분야 실증 완료&구독형 서비스 확장
  - 중기부 주관 부산 블록체인 규제자유특구 '실손보험 간편청구 서비스' 사업 선정
  - 토큰증권 발행 플랫폼 구축 및 유통 시스템 연계 NIPA 기술검증 완료
- 2024년
  - 세종텔레콤 과천사옥이전
  - 통신사업부문 분사, '세종네트웍스(주)' 출범
- 2025년
  - 아이즈비전에 알뜰폰 사업 매각
  - AI·블록체인 기반 융합 사업 부문 분할, '세종디엑스㈜' 출범

## 운영 채널
- 세종텔레콤 홈페이지
- 세종텔레콤 블로그(네이버)
- 세종텔레콤 링크드인
- 세종텔레콤 페이스북
- 세종텔레콤 유튜브

## 주요 계열사
- (주)세종: 전기통신(선로공사), 부동산임대, 투자(계열/지분투자)
- 세종네트웍스(주): 유선 통신업 (세종텔레콤에서 2024년 4월 1일부로 물적분할)
- 세종디엑스(주): AI·블록체인 기반 융합 사업 (세종텔레콤에서 2025년 4월 1일부로 분할)